# IEEE 802.11ay
IEEE 802.11ay是當前Wi-Fi技術標準的增強版本。其為802.11ad的後繼版本，其導入MIMO技術與通道捆合技術(Channel Bonding)機制，並支援更高階的調變機制(最高可達256-QAM)，更進一步提升傳輸頻寬與速率。此為WiGig的第二個標準。

## 技術細節
802.11ay是無線區域網路標準。它的頻率為60GHz，傳輸速率為20–40Gbit/s，最遠傳輸距離為300–500公尺。它具有通道捆合和MU-MIMO技術，原預期於2017年發布，但最終推遲到了2020年。802.11ay並非IEEE 802.11系列中的新WLAN，而只是IEEE 802.11ad的改進版本。
802.11ad最大頻寬為2.16 GHz，而802.11ay可將其中四個通道綁定在一起，最大頻寬為8.64 GHz。MIMO還添加了最多4個資料流。每個資料流的傳輸速率為44Gbit/s，四個資料流的總傳輸速率高達176Gbit/s。還添加了更高階的調變機制，可高達256-QAM。
應用場如替換辦公室或家庭中的乙太網和其他光纖，並為網際網路服務供應商提供行動網路回傳。
802.11ay很容易與2019年發佈且名稱類似的802.11ax混淆。802.11ay運行在更高的頻率上，802.11ax較低的頻率使其穿牆能力較佳，這是802.11ay難以做到的。它們雖然速度相近，但由於802.11ay頻譜更多，因此802.11ay可以實現更高的速度。
| 论 编 |                |                |                |            |
| 通道  | 平均頻率 (GHz) | 最低頻率 (GHz) | 最高頻率 (GHz) | 頻寬 (GHz) |
| 1     | 58.32          | 57.24          | 59.40          | 2.16       |
| 2     | 60.48          | 59.40          | 61.56          | 2.16       |
| 3     | 62.64          | 61.56          | 63.72          | 2.16       |
| 4     | 64.80          | 63.72          | 65.88          | 2.16       |
| 5     | 66.96          | 65.88          | 68.04          | 2.16       |
| 6     | 69.12          | 68.04          | 70.20          | 2.16       |

## 版本
802.11ay的0.1版草案於2017年1月發布，隨後的0.2版草案於2017年3月發布。1.0版的草案於2017年11月發布，而1.2版的草案於2018年4月發布。
5.0版草案於2019年10月發布，最終802組織批准此標準於2020年9月發布。

## 另請參閱
- WLAN信道列表
- IEEE